# Oceano de Jápeto
O Oceano de Jápeto foi um oceano existente durante as eras da escala de tempo geológica do Neoproterozoico e do Paleozoico, entre 600 e 400 milhões de anos atrás. O Oceano de Jápeto situava-se no hemisfério sul, entre os paleocontinentes da Laurência, Báltica e Avalonia. O oceano desapareceu com as orogéneses Caledoniana, Tacónica e Acadiana, quando estes três continentes se uniram para formar uma massa terrestre única designada por Laurásia.
Como o Oceano de Jápeto se posicionava entre as massas continentais que numa era tardia formariam aproximadamente as áreas costeiras do Oceano atlântico, pode ser visto como seu precursor. Foi assim designado em homenagem ao titã Jápeto, que na mitologia grega foi o pai de Atlas.